# Howard Shelley
Howard Shelley   (Londres, 9 de març de 1950) és un pianista i director d'orquestra britànic. Es va formar a "Highgate School" i al "Royal College of Music". Està casat amb la també pianista Hilary Macnamara, amb qui ha actuat i enregistrat en parella de dos pianos, i tenen dos fills.

## Intèrpret
Després de guanyar el primer premi al "Royal College of Music" al final del seu primer any, la carrera de Howard Shelley va començar amb un reeixit recital de Londres i un concert televisat de la BBC Proms amb la London Symphony Orchestra dirigida per Michael Tilson Thomas a la mateixa temporada. Des de llavors ha actuat regularment a tot el Regne Unit, Europa, Escandinàvia, Amèrica del Nord, Rússia, Austràlia i Extrem Orient. També ha realitzat més de setanta-cinc enregistraments comercials. El 1994, el Príncep de Gal·les li va atorgar una beca honorària del "Royal College of Music".
Com a pianista, ha actuat, transmès i enregistrat arreu del món amb orquestres i directors de primera línia com Vladimir Ashkenazy, Pierre Boulez, Sir Adrian Boult, Colin Davis, Mariss Jansons, Gennady Rozhdestvensky i Kurt Sanderling. Durant el quarantè aniversari de la mort de Sergei Rachmaninoff es va convertir en el primer pianista que va interpretar en concert les obres completes del piano en solitari del compositor. Els cinc recitals londinencs, al "Wigmore Hall de Londres", van ser emesos íntegrament per la BBC.
Amb motiu del cinquantè aniversari de la mort de Rachmaninoff, Howard Shelley va oferir molts concerts, incloent-hi un recital a la "Leipzig Gewandhaus" el mateix dia (28 de març de 1993) i un recital a la vila de Rachmaninoff a Lucerna a invitació del net del compositor. Ha impartit cicles complets de concerts de Rachmaninoff amb la Royal Scottish National Orchestra, concerts de Beethoven amb la BBC Philharmonic Orchestra i sèries de concerts de Mozart amb els London Mozart Players, Camerata Salzburg i lOrquestra Simfònica de Múnic. El març del 2015 va interpretar per primera vegada el tercer concert de Rachmaninoff sota la batuta del seu fill, Alexander Shelley, juntament amb la Simfonica de Nuremberg. Howard Shelley també va aparèixer en un documental de Rachmaninoff projectat a la televisió de la BBC.
Shelley va ser nomenada Oficial de l'Orde de l'Imperi Britànic (OBE) en els honors de l'any nou de 2009.

## Enregistraments
Els seus nombrosos enregistraments per a "Chandos", "Hyperion", i "EMI" inclouen la música de piano i els concerts de Rachmaninov, sèries de concerts de Mozart, Hummel, Mendelssohn, Moscheles, Dohnányi i Cramer, així com totes les obres de Gershwin per a piano i orquestra. i una sèrie de concerts britànics com Alwyn, Bridge, Howells, Rubbra, Scott, Tippett i Vaughan Williams. Enregistraments de Schumann, Grieg i els concerts de piano de Saint-Saëns, i la música completa per a piano i orquestra de Beethoven, han estat publicats per Chandos.

## Com a director
El 1985 Howard Shelley va debutar professionalment com a director d'orquestra. Com a director ha actuat amb la London Philharmonic Orchestra, London Symphony Orchestra, Royal Philharmonic Orchestra, Philharmonia Orchestra, Royal Scottish National Orchestra, Ulster Orchestra, Hong Kong Philharmonic Orchestra, Filarmonica de la Ciudad de Mexico, Munich Symphony, Seattle Symphony Orchestra, Singapore Symphony Orchestra, Melbourne Symphony Orchestra i West Australian Symphony Orchestra, entre moltes altres.
Ha ocupat càrrecs de director associat principal i convidat amb els London Mozart Players en una estreta relació de més de vint anys. Ha fet gires amb ells al Japó, Corea, Alemanya, Suècia, Itàlia, els Països Baixos, Irlanda i el Festival de tardor de Praga, i ha realitzat molts enregistraments amb ells. Actualment és el director d'laurejat de l'orquestra. Shelley també ha estat director titular de la sueca d'Uppsala orquestra de cambra i treballa en estreta col·laboració amb la Camerata de Salzburg, Orquestra di Padova i del Veneto a Itàlia i lOrquestra Simfònica de Tasmània Austràlia amb qui ha enregistrat diversos discos. Altres orquestres de cambra amb les quals ha treballat són l'Orquestra de Cambra Anglesa, l'Orquestra de Cambra Escocesa, la Cambra Sueca, la Cambra de Zuric, l'Orquestra de Cambra dels Països Baixos i de Stuttgart, la Sinfonica del Nord, lEnsemble Orchestral de Paris, Leipzig Kammerphilharmonie i lOrchestra della Svizzera Italiana de Lugano.

## Cinema i televisió
Ha aparegut regularment a la televisió des dels deu anys quan va oferir un recital de Bach i Chopin. Va ser solista en el centenari dels "Concerts Promenade", un concert que es va tele-visar a tot el món. Un documental sobre Ravel realitzat el 1998 per la "Australian Broadcasting Corporation", amb Shelley com a director d'orquestra, pianista i presentador, va guanyar la Medalla d'Or a la millor biografia artística de l'any als "New York Festivals Awards".
Shelley ha aparegut a la banda sonora de diverses pel·lícules, incloses Un cor a l'hivern (1992), Anna Karenina (1997) i Testimony (1988). En aquesta última pel·lícula, dirigida per Tony Palmer, Ben Kingsley va interpretar el paper de Dmitri Shostakovich, imitant el piano de Howard Shelley.